# VuFind
VuFind ist ein bibliothekarisches Suchsystem. Das an der Villanova University (USA) als freie Software entwickelte Discovery-System stellt dem Benutzer eine einfache Suchmaske bereit und kann einen herkömmlichen OPAC (Online Public Access Catalogue) ablösen bzw. auch mehrere OPACs und andere Quellen zusammenfassen.

## Funktionsumfang
Eine frühe Version (0.8.2) enthielt unter anderem folgende Grundfunktionalität:
Suche
- Facettensuche mit Möglichkeit ausgewählte Facettenwerte zu entfernen
- Erweiterte Suche mit boolescher Logik sowie Einschränkung auf Sprache, Medientyp, Signatur
- Suchergebnissortierung nach Relevanz oder anderer Attribute wie Autornamen, Signatur, Erscheinungsjahr, Titel

Anzeige
- Standort und Verfügbarkeit in der Suchergebnisliste über eine integrierte nicht-blockierende Abfrage (AJAX) eines lokalen Bibliothekssystems (ILS)
- Ähnliche Titel zum ausgewählten Titel
- Lokalisierung (Mehrsprachigkeit) sowie stabile URLs

Aktionen
- Web 2.0-Funktionen wie Favoriten, Verschlagwortung und Kommentierung
- Ausgabe verschiedener Literaturangaben sowie Import in Literaturverwaltungsprogramme

Aktuellere VuFind-Versionen ermöglichen standardisierten Zugriff auf proprietäre Bibliothekssysteme über das offene DAIA-Protokoll zur Erhebung der Verfügbarkeit von Medien sowie PAIA (Patrons Account Information API) für die Nutzerkontoanbindung. Weiterhin ist eine Reihe spezifischer ILS-Treiber in VuFind enthalten. Für die Verlinkung elektronischer Ressourcen kann unter anderem der OpenURL-Standard als Linkresolver eingesetzt werden.

## Verbreitung
VuFind gehört als Discovery-System unter der freien und kostenlosen Lizenz GPL zu den international häufig genutzten Suchsystemen in Bibliotheken und Verbundsystemen. Das Projektwiki listet etwa zweihundert Einträge von Installationen. Darunter befinden sich zum Beispiel Swissbib sowie ein Angebot zur Recherche über einen Teil der Nationallizenz-Bestände in Deutschland.
Zahlreiche sächsische Hochschulbibliotheken setzen gemeinsam das von der Universitätsbibliothek Leipzig initiierte Projekt „finc“ um und betreiben VuFind-Installationen. Auch das Bibliotheksservice-Zentrum Baden-Württemberg betreibt VuFind als Dienstleistung für viele Bibliotheken und andere Einrichtungen.
Ferner wird VuFind für den Betrieb der wissenschaftlichen Suchmaschine Bielefeld Academic Search Engine (BASE) eingesetzt. Einige Fachinformationsdienste für die Wissenschaft setzen auf VuFind, zum Beispiel adlr.link oder beluga der Staats- und Universitätsbibliothek Hamburg.
Seit 2012 trifft sich die deutschsprachige VuFind-Community jährlich zum Austausch von Erfahrungen und Ideen für den Einsatz und die Weiterentwicklung von VuFind.